# 에어뉴질랜드 링크
에어뉴질랜드 링크(영어: Air New Zealand Link)는 에어뉴질랜드의 자회사이자 지역 항공사 브랜드였었다. 1991년 에어뉴질랜드 세 지역 항공사를 인수 하면서 설립하였다. 당시 이 세 항공사 (이글 항공, 에어 넬슨, 마운트쿡 항공 포함)의 경우 같은 시기에 인수했었다. 당시 뉴질랜드는 안셋 뉴질랜드의 설립과 새로운 경쟁의 도입으로 인해 자체적인 지역 서비스를 운영하는 것이 불가능 했었다.

## 보유 기종
에어뉴질랜드 합병당시 운영중이던 기종
| 항공사        | 기종          | 대수 | 주문 | 승객 | 비고 |
| ------------- | ------------- | ---- | ---- | ---- | ---- |
| 에어 넬슨     | 봄바디어 Q300 | 23   | 0    | 50   |      |
| 마운트쿡 항공 | ATR 72-500    | 7    | 0    | 68   |      |
| 마운트쿡 항공 | ATR 72-600    | 22   | 7    | 68   |      |
| 합계          | 합계          | 52   | 7    |      |      |

## 이전 회원사
- 마운트쿡 항공
- 이글 항공
- 에어 넬슨

## 비고
- 이글 항공은 1989년 에어뉴질랜드에서 50% 지분을 인수했으며 1992년에 가장 빨리 성장했다.[2] 하지만 경영상의 문제로 2016년 8월 26일 운행을 종료했다.
- 에어 넬슨은 1995년 에어뉴질랜드가 인수해 사실상 자회사가 되었다.[1] 2019년 11월 19일  에어뉴질랜드로 합병되면서 더 이상 에어뉴질랜드 링크 소속이 아니게 되었다.
- 마운트쿡 항공은 2019년 12월 1일을 마지막으로 에어뉴질랜드로 합병되면서 더 이상 에어뉴질랜드 링크 소속이 아니게 되었다. 이와 동시에 에어뉴질랜드 링크는 역사속으로 사라졌다.